# Gran Premi de Gran Bretanya del 1966
Resultats del Gran Premi de la Gran Bretanya de Fórmula 1 de la temporada 1966, disputat al circuit de Brands Hatch el 16 de juliol del 1966.

## Resultats
| Pos | No | Pilot          | Equip                 | Voltes | Temps/ Retirada | Pos. de sortida | Punts |
| --- | -- | -------------- | --------------------- | ------ | --------------- | --------------- | ----- |
| 1   | 2  | Jack Brabham   | Brabham - Repco       | 80     | 2h 13' 13. 4    | 1               | 9     |
| 2   | 6  | Denny Hulme    | Brabham - Repco       | 80     | + 9.6 s         | 2               | 6     |
| 3   | 3  | Graham Hill    | BRM                   | 79     | + 1 Volta       | 4               | 4     |
| 4   | 1  | Jim Clark      | Lotus - Climax        | 79     | + 1 Volta       | 5               | 3     |
| 5   | 11 | Jochen Rindt   | Cooper - Maserati     | 79     | + 1 Volta       | 7               | 2     |
| 6   | 14 | Bruce McLaren  | McLaren - Serenissima | 78     | + 2 Voltes      | 13              | 1     |
| 7   | 7  | Chris Irwin    | Brabham - Climax      | 78     | + 2 Voltes      | 12              |       |
| 8   | 22 | John Taylor    | Brabham - BRM         | 76     | + 4 Voltes      | 16              |       |
| 9   | 25 | Bob Bondurant  | BRM                   | 76     | + 4 Voltes      | 14              |       |
| 10  | 19 | Guy Ligier     | Cooper - Maserati     | 75     | + 5 Voltes      | 17              |       |
| 11  | 24 | Chris Lawrence | Cooper - Ferrari      | 73     | + 7 Voltes      | 19              |       |
| NC  | 21 | Bob Anderson   | Brabham - Climax      | 70     | No Classificat  | 10              |       |
| NC  | 20 | Jo Siffert     | Cooper - Maserati     | 70     | No Classificat  | 11              |       |
| Ret | 12 | John Surtees   | Cooper - Maserati     | 67     | Transmissió     | 6               |       |
| Ret | 18 | Jo Bonnier     | Brabham - Climax      | 42     | Embragatge      | 15              |       |
| Ret | 2  | Peter Arundell | Lotus - BRM           | 32     | Caixa canvi     | 20              |       |
| Ret | 4  | Jackie Stewart | BRM                   | 17     | Motor           | 8               |       |
| Ret | 17 | Mike Spence    | Lotus - BRM           | 15     | Pèrdua d'oli    | 9               |       |
| Ret | 16 | Dan Gurney     | Eagle - Climax        | 9      | Motor           | 3               |       |
| Ret | 23 | Trevor Taylor  | Shannon - Climax      | 0      | Motor           | 18              |       |

## Altres
- Pole: Jack Brabham 1' 34. 5
- Volta ràpida: Jack Brabham 1' 37. 0 (a la volta 60)
- L'escuderia Ferrari no va prendre part a la cursa en solidaritat amb la vaga dels treballadors del metall d'Itàlia.